# جوانا کسیدی
جوانا کسیدی (انگلیسی: Joanna Cassidy؛ زادهٔ ۲ اوت ۱۹۴۵) یک هنرپیشه، و مانکن اهل ایالات متحده آمریکا است. وی از سال ۱۹۶۸ میلادی تاکنون مشغول فعالیت بوده‌است.
از فیلم‌ها یا برنامه‌های تلویزیونی که وی در آن نقش داشته‌است می‌توان به بلید رانر، چه کسی برای راجر رابیت پاپوش دوخت؟، کینه ۲، باشگاه بهشت، ارواح مریخ، وسوسه درست، به مامان نگو پرستار بچه مرده(۱۹۹۱)، به مامان نگو پرستار بچه مرده (۲۰۲۴) و جایی که قلب آنجاست اشاره کرد.